# TŽV Gredelj
Tvornica željezničkih vozila Gredelj d.o.o. (skraćeno TŽV Gredelj) hrvatski je proizvođač vagona i ostalih željezničkih vozila, tramvaja te okretnih postolja sa sjedištem u Zagrebu, a u listopadu 2021. godine postaje dijelom grupe TATRAVAGÓNKA iz Slovačke u čijem je u stopostotnom vlasništvu. 

## Povijest
Utemeljena je 1894. godine kao glavna radionica Mađarskih državnih željeznica za popravak i glavni pregled parnih lokomotiva. Danas najveći dio svoje proizvodnje TŽV Gredelj realizira za Hrvatske željeznice. 
Sada nosi ime po hrvatskom narodnom heroju iz antifašističke borbe, Janku Gredelju.
TŽV Gredelj bavi se projektiranjem i proizvodnjom svih vrsta tračničkih vozila: vagona, tramvajskih vozila, okretnih postolja, sanduka električnih lokomotiva, posuda pod tlakom, vretenastih dizalica raznih nosivosti, otkivaka svih oblika i kakvoće, odljevaka sivog lijeva i obojenih kovina, doknadnih dijelova za željeznička vozila, samohodnih vozila za brušenje tramvajskih tračnica i dr, remontom i održavanjem dizelskih i električnih lokomotiva, dizel-motornih i elektromotornih vlakova, putničkih, službenih i poštanskih vagona, teretnih vagona, teških motornih drezina, konih uređaja i opreme, posuda pod tlakom, vretenastih dizalica, alatnih strojeva i tramvajskih vozila. 
Tržišna pozicija ovog poduzeća zadnjih desetljeća jest ta što je regionalni lider u projektiranju, proizvodnji i održavanju. U prošlosti je bila velikim izvoznikom koji je izvozio na sva svjetska tržišta, a zapošljavala je preko 1400 radnika.
Tvrtka je nekad posjedovala velika zemljišta kod glavnog zagrebačkog kolodvora (130 tisuća četvornih metara) koja su prodana, a tvornica je preseljena u novu u Vukomercu.
HŽ su bile veliki i značajni poslovni partner ovoj tvornici, što je u kriznim vremenima omogućivalo opstojanje. 
Svjetska kriza krajem 2000-ih je prouzročila pad inozemne potražnje za Gredeljevim proizvodima, iz razloga što su se inozemnim kupcima smanjile financijske mogućnosti. 2011. je godine zbog nenaručenih vlakova koje HŽ nije naručio zbog nedostatka novca, TŽV došla u problematičnu situaciju, jer je ostala bez sredstava koje bi omogućilo barem preživljavanje makar "na aparatima" kroz svjetsku krizu. Neki su krugovi optužili hrvatsku Vladu da "nema volje za izdavanje državnih jamstava za kredit koji bi HŽ-u trebala odobriti Europska banka za obnovu i razvoj", zbog čega HŽ nema novaca, investicije su zastale i poduzeću nestaju financijske zalihe. 
Tvrtka je i danas unatoč svemu, izgledni gospodarski subjekt, ugledna imena i pouzdana proizvoda, jer njeni vlakovi i danas voze po tračnicama i u bogatim razvijenim zemljama kao što su SAD, Kanada i ine države.
U 2021. godini slovačko društvo TATRAVAGÓNKA a.s. se obvezalo uložiti u TŽV Gredelj d.o.o. 45 milijuna eura, čime tvrtka nakon 9 godina izlazi iz stečaja te nastavlja svoje dosadašnje poslovanje. 

## Poznate osobe
Od poznatih osoba koje su bile radile u ovom gospodarskom divu, valja navesti Srećka Bijelića, hrvatskog političara i poznatog hrvatskog proljećara.

## Muzej
Pri TŽV-u Janko Gredelj djeluje Hrvatski željeznički muzej.

## Poveznice
- Crotram
- Janko Gredelj

## Vanjske poveznice
- Službene stranice
- Proizvodni program  Arhivirana inačica izvorne stranice od 18. studenoga 2012. (Wayback Machine)
- Dnevno.hr  Arhivirana inačica izvorne stranice od 23. rujna 2012. (Wayback Machine) Andrija Kačić Karlin: VIDEO/FOTO: Radnici Gredelja: U boj, u boj, za narod svoj!, 20. rujna 2012.
- Tvornica željezničkih vozila Gredelj d. o. o. Hrvatska tehnička enciklopedija, portal hrvatske tehničke baštine. LZMK